# Hagstromita
La hagstromita és un mineral de la classe dels sulfats. Rep el nom en honor de John P. Hagstrom (n. 1953), col·leccionista de minerals de Las Vegas, Nevada (EUA). Va recollir una de les dues mostres conegudes de hagstromita, proporcionant el material per a la descripció de l'espècie.

## Característiques
La hagstromita és un tel·lurat de fórmula química Pb₈Cu2+(Te6+O₆)₂(CO₃)Cl₄. Va ser aprovada com a espècie vàlida per l'Associació Mineralògica Internacional l'any 2020, sent publicada per primera vegada el mateix any. Cristal·litza en el sistema ortoròmbic. La seva duresa a l'escala de Mohs es troba entre 2 i 3.
Les mostres que van servir per a determinar l'espècie, el que es coneix com a material tipus, es troben conservades a les col·leccions mineralògiques del Museu d'Història Natural del Comtat de Los Angeles, a Los Angeles (Califòrnia) amb els números de catàleg: 73596 i 73597.

## Formació i jaciments
Va ser descrita a partir de mostres de dos indrets situats a la muntanya Otto: la mina Bird Nest i al tall sud-oest de la muntanya. Aquesta muntanya està situada a la localitat de Baker, dins el districte miner de Silver Lake, al comtat de San Bernardino (Califòrnia, Estats Units), i es tracta de l'únic indret de tot el planeta on ha estat descrita aquesta espècie mineral.